# Braquetriptyken

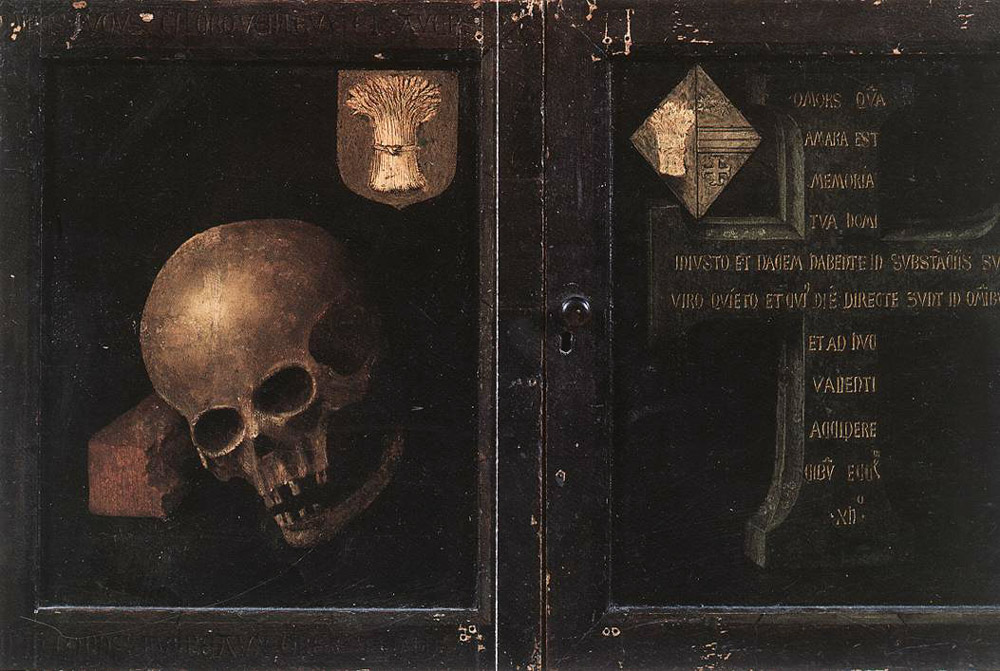
Braquetriptyken i stängt läge / sidpanelernas baksida.

Braquetriptyken är en oljemålning av den flamländske konstnären Rogier van der Weyden. Den målades omkring 1452 och ingår sedan 1913 i samlingarna på Louvren i Paris. 
Triptyken har sannolikt använts som ett privataltare. De båda flygeldörrarna kan stängas och är bemålade på båda sidorna. Vänsterpanelen skildrar Johannes Döparen och i bakgrunden syns Jordanfloden där han döpte Jesus. I högerpanelen avbildas Maria från Magdala som identifieras med sitt attribut, ett smörjelsekärl. I mittpanelen, corpus, syns Jungfru Maria, Jesus och aposteln Johannes. Runt de porträtterade har konstnären skrivit bibelcitat. 
I stängt läge syns endast sidpanelernas baksida där en dödskalle, ett kors och två vapensköldar avbildas. Vapensköldarna avslöjar att verkets beställare var Jehan Braque och hans hustru Catherine de Brabant. De gifte sig 1450 eller 1451, och 1452 dog maken. Troligen symboliserar dödskallen och korset hans död, vilket tyder på att det är hustrun som beställt målningen till hans minne.
Rogier van der Weyden målade flera altartavlor, inte sällan som triptyker eller polyptyker. Det finns tydliga likheter i Braquetriptykens skildring av Jungfru Maria och Jesus jämfört med den i Yttersta domen.